# Mkhaya Game Reserve
Mkhaya Game Reserve (także: Mkhaya Nature Reserve) – rezerwat zwierzyny we wschodnim Eswatini, założony przez Teda Reilly’ego w 1979 roku w celu zachowania czystości rasy bydła nguni.
Jest administrowany przez organizację „Big Game Parks”.

## Historia
W 1979 roku pod rezerwat Mkhaya przeznaczono 1000 akrów (ok. 405 ha). W 1980 roku Mkhaya powiększa się aby pozyskać ziemię dla projektu Nguni i odbyła się na te tereny przeprowadzka bydła z Mlilwane. W 1982 roku Mkhaya zostaje proklamowana jako rezerwat.

## Fauna

### Ssaki

#### Bydło nguni
Rozpoczęcie działalności rezerwatu ma związek z bydłem nguni, gdyż został on utworzony w ramach programu zachowania czystości tej rasy pełniącej ważne funkcje w życiu ludów Nguni. W trudnych warunkach klimatycznych rasa ta uodporniła się na upały, kleszcze i choroby, a także posiadła umiejętność samodzielnego przetrwania w afrykańskim środowisku. W celu zwiększenia produkcji wołowiny wiele osobników skrzyżowano z innymi ras większych, zagranicznych. W celu zatrzymania procesu degradacji cennego materiału genetycznego, powstał m.in. rezerwat Mkhaya. Jest to bydło cenione w produkcji mięsa wołowego, gdyż jest ono samowystarczalne. Rezerwat wszystkie koszty działalności pokrywał w całości sprzedażą tego bydła.

#### Nosorożce
W parku obecne są zarówno nosorożce czarne, jak i białe.
W Mkhaya w czasie „Wojny o nosorożce” w latach 1988–1992 grasowali kłusownicy polujący na nosorożce w celu pozyskania rogów, wiosną 1992 doszło do wymiany ognia między strażnikami (dowodzonymi przez Teda Reilly’ego w celu ochrony zwierząt) a kłusownikami.

#### Inne gatunki[4][5][9]
W rezerwacie obecne są m.in.: hipopotamy, zebry, żyrafy, bawoły (jedyne takie miejsce w kraju), tsessebe, antylopowce końskie i szablorogie, elandy, guźce, niale, antylopki piżmowe, duikery czerwone i grymy szare.

### Ptaki
W parku obecne są następujące gatunki ptaków:
- aftrogon zielony,
- turak rdzawy (narodowy ptak Eswatini[11]),
- dzierzbik szarogłowy,
- dzierzbik zielony,
- zimorodek malutki,
- astryld falisty,
- perlica czubata,
- sęp uszaty,
- żabiru afrykański,
- sekretarz.

## Flora
„Mkhaya” to nazwa powszechnie występującego tu gatunku akacji – Acacia nigrescens. Rośnie on tylko na żyznej ziemie, daje schronienie i pożywienie dla owadów i ptaków, a z jej owoców produkuje się piwo.

## Turystyka
Turyści mogą na terenie rezerwatu wybrać się na wycieczkę z pracownikiem, np. obserwowanie ptaków czy jazda po terenie parku. Znajduje się tu także miejsce noclegowe.
Rezerwat znajduje się 60 kilometrów od Portu Lotniczego Króla Mswatiego III, w pobliżu przebiega droga MR8.